# 66e parallèle sud
Pour les articles homonymes, voir 66e parallèle.
En géographie, le 66e parallèle sud est le parallèle joignant les points de la surface de la Terre dont la latitude est égale à 66° sud.

## Géographie

### Dimensions
Dans le système géodésique WGS 84, au niveau de 66° de latitude sud, un degré de longitude équivaut à 45,405 km ; la longueur totale du parallèle est donc de 16 346 km, soit environ 40,5 % de celle de l'équateur. Il en est distant de 7 323 km et du pôle Sud de 2 679 km,.
Le 66e parallèle est situé à 63 km au nord du cercle polaire antarctique.

### Régions traversées
Le 66e parallèle sud passe presque intégralement au-dessus de l'océan Austral, mais coupe le continent antarctique et des îles avoisinantes sur une partie de son parcours. Au total, il survole des terres émergées sur 3,5 % de sa longueur.
Le tableau ci-dessous résume les différentes zones traversées par le parallèle :
| Zone                                                 | Début                 | Fin                   | Longueur (km) |
| ---------------------------------------------------- | --------------------- | --------------------- | ------------- |
| Océan austral                                        | 66° 00′ S, 60° 32′ O  | 66° 00′ S, 51° 52′ E  | 5 104         |
| Antarctique (terre d'Enderby)                        | 66° 00′ S, 51° 52′ E  | 66° 00′ S, 55° 36′ E  | 170           |
| Océan austral                                        | 66° 00′ S, 55° 36′ E  | 66° 00′ S, 101° 32′ E | 2 086         |
| Antarctique (terre de Wilkes)                        | 66° 00′ S, 101° 32′ E | 66° 00′ S, 104° 03′ E | 114           |
| Océan austral                                        | 66° 00′ S, 104° 03′ E | 66° 00′ S, 111° 13′ E | 325           |
| Antarctique (côte de Budd)                           | 66° 00′ S, 111° 13′ E | 66° 00′ S, 113° 52′ E | 120           |
| Océan austral                                        | 66° 00′ S, 113° 52′ E | 66° 00′ S, 65° 42′ E  | 8 209         |
| Antarctique (péninsule Antarctique, terre de Graham) | 66° 00′ S, 65° 21′ O  | 66° 00′ S, 64° 42′ O  | 140           |
| Océan austral                                        | 66° 00′ S, 62° 17′ O  | 66° 00′ S, 61° 19′ O  | 44            |
| Antarctique (péninsule Jason)                        | 66° 00′ S, 61° 19′ O  | 66° 00′ S, 61° 04′ O  | 35            |
| Océan austral                                        | 66° 00′ S, 60° 32′ O  | 66° 00′ S, 51° 52′ E  | 5 104         |